# Distretto di Curgos
Il distretto di Curgos  è uno degli otto distretti della provincia di Sánchez Carrión, in Perù. Si trova nella regione di La Libertad e si estende su una superficie di 99,5  chilometri quadrati.